# Região Censitária de Dillingham
A Região Censitária de Dillingham é uma das 11 regiões localizada no estado americano do Alasca que faz parte do Distrito não-organizado, portanto  não possui o poder de fornecer certos serviços públicos aos seus habitantes, que são fornecidos por distritos organizados e por condados. Como tal, não possui sede de distrito. Possui uma área de 54,204km², uma população de 4 922 habitantes e uma densidade demográfica de cerca de 0,7 hab/km². Sua maior cidade é Dillingham.